# Coxitis fugax
Coxitis fugax is een goedaardige irritatie van het heupgewricht bij jonge kinderen met onbekende oorzaak, die spontaan overgaat in 1-2 weken.

## Symptomen
Het kind kan, als het oud genoeg is, over pijn in de lies of de heupregio klagen en zal de aangedane kant minder belasten. Sterke flexie zoals bij zelf sokken aandoen of veters strikken is pijnlijk. Bij onderzoek kunnen flexie, endo- en exorotatie van de heup wat pijnlijk zijn. Het kind kan iets verhoging hebben; bij fikse koorts moet aan andere ziekten worden gedacht, zie onder. De ziekte is vrijwel altijd eenzijdig.

## Voorkomen
Het is niet zeldzaam en de meest voorkomende oorzaak van pijn in de heup bij kinderen. Het treedt meestal op tussen 3 en 10 jaar, duidelijk (2-4x) vaker bij jongens. Een Nederlandse huisarts zal het ca. 1 a 2 x per jaar zien.

## Diagnose
De diagnose wordt gesteld door uitsluiting van andere aandoeningen, en zal dus vaak achteraf pas met zekerheid kunnen worden gesteld als het na een tot twee weken over is. Bij twijfel zal een echo van de heup worden gedaan, en eventueel op indicatie een röntgenfoto of een gewrichtspunctie. Dit is meestal niet nodig.

## Differentiaaldiagnose
Met name epifysiolyse, septische artritis en aseptische botnecrose. Alleen bij verdenking op septische artritis is snel onderzoek en behandeling geboden en kan niet een of twee weken worden afgewacht. In deze gevallen zijn de klachten echter vrijwel altijd veel ernstiger en gaan meestal gepaard met koorts.

## Oorzaak
De oorzaak van de ziekte is onbekend. Opvallend is dat in ongeveer de helft van de gevallen kort voor het ontstaan van de klachten sprake is van een - meestal - virale infectie van de bovenste luchtwegen of het maag-darmkanaal.

## Behandeling
Milde ontstekingsremmende pijnstillers zoals ibuprofen en instructies het been niet meer dan nodig te belasten. Het zou dan uiterlijk met een week of twee over moeten zijn, meestal na 7-9 dagen. Recidieven kunnen voorkomen. Hiernaast bestaat er een kleine kans (5%) dat de ziekte van Perthes zich manifesteert.
Tevens is het mogelijk middels manuele mobilisatie technieken de irritatie op te heffen.